# 閉店
| ウィキペディアには「閉店」という見出しの百科事典記事はありません（タイトルに「閉店」を含むページの一覧/「閉店」で始まるページの一覧）。 代わりにウィクショナリーのページ「閉店」が役に立つかもしれません。 |